# 太阳岛街道
太阳岛街道是中国黑龙江省哈尔滨市松北区下辖的一个街道，位于松花江北岸的太阳岛，太阳岛街道也是哈尔滨市的一个重要的旅游景点。